# エールフランス2005便墜落事故
エールフランス2005便墜落事故（エールフランス2005びんついらくじこ）とは1961年9月12日に発生した航空事故である。この事故で乗客乗員77人全員が死亡した。

## 事故概要
2005便は中央ヨーロッパ時間19時26分にオルリー空港をカサブランカへ向け離陸した。2005便には経由地であるラバトまでは特に異常はなかったが、22時09分に滑走路04から8.4キロメートル (5.2 mi; 4.5 nmi)離れ、滑走路のセンターラインから1.4キロメートル (0.87 mi; 0.76 nmi)左にズレた地点に墜落した。機体は全損し、乗員乗客77人全員が死亡した。

## 事故調査
事故調査の結果、事故機には技術欠陥やクルー及び管制官の身体的な問題は認められなかった。事故当時のラバト周辺の天候は霧が発生していて着陸をするのに好ましいとはいえず、状況はどんどん悪化していた。実際カサブランカにいた運行担当者はパイロットに対しラバトを諦めてカサブランカに直行するべきと言う進言をしており、パイロットも一時はカサブランカに直行するかどうか悩んでいたという。
飛行中にクルーは現地の管制官から複数回天気の情報をもらい、最終的に無指向性無線標識を使用してラバトに着陸する事を決断した。管制官は標識が滑走路と合っていない事を警告したが、返事は帰ってこなかったと言う。最終的に事故調査報告書は計器の読み間違いを事故原因と認定した。